# 安全部隊司令部
安全部隊司令部是北賽普勒斯土耳其共和國的武裝部隊，人數約在9000—15000之間，主要由18—40歲之間被徵召的土耳其裔北賽普勒斯公民組成，是一支由陸上、空中、海上武裝部隊所組成的聯合武裝力量。
安全部隊受到駐紮在島上約17500—30000的土耳其駐北賽普勒斯部隊所支持。

## 歷史
根據1959年的《蘇黎世協定》及塞浦路斯共和國憲法，1960年成立的塞浦路斯軍隊由六成的希臘裔和四成的土耳其裔公民組成，但在1963-4年間的種族衝突而被解散。從那時起，島上兩個族群都維持著自身的獨立武裝力量，土耳其裔組成了土裔抵抗組織（TMT），由土耳其提供裝備和訓練。在1967年，這支部隊更名為穆卡希特（聖戰者）。1974年7月，賽普勒斯中央政府發生一場由希臘軍事獨裁者暗中支持的軍事政變，想要利用這方式促成賽普勒斯回歸希臘，土耳其以出兵賽普勒斯回應，在兩波攻勢之下佔領島上38%的領土，土裔人建立了北賽普勒斯土耳其共和國。1975年，武裝部隊更名為北賽普勒斯安全部隊。自1974年後，塞浦路斯維持在分裂的狀態，但安全部隊沒有與塞浦路斯国民警卫队發生過重大的軍事衝突。

## 組織
安全部隊的司令為少將銜，由土耳其軍隊的一名軍官擔任，並由土耳其軍隊任命。土耳其駐北賽普勒斯部隊司令則擁有更高的中將軍銜。安全部隊的組織如下：
- 第一步兵團
- 第二步兵團
- 第三步兵團
- 第四步兵團
- 航空單位司令部
- 海岸防衛司令部
- 特殊任務部隊司令部[7]
- 後勤司令部
- 無人機部隊[8]
- 警察總局

安全部隊的預算很大部分是由土耳其軍隊承擔，並依賴其訓練和裝備，甚至大部份軍官是由土耳其軍隊的軍官調任，日常行動受土耳其軍隊的指揮。步兵營主要裝備一些輕武器，此外亦有一些裝備有迫擊砲的砲兵部隊。海岸巡邏隊約有36艘船隻。

## 軍銜
| 北約軍銜等級 | OF(D) | OF-1 | OF-1 | OF-2 | OF-3 | OF-4 | OF-5 | OF-6 | OF-7 |
| ------------ | ----- | ---- | ---- | ---- | ---- | ---- | ---- | ---- | ---- |
| 肩章         |       |      |      |      |      |      |      |      |      |
| 土耳其語     |       |      |      |      |      |      |      |      |      |
| 中文         | 學員  | 少尉 | 中尉 | 上尉 | 少校 | 中校 | 上校 | 准將 | 少將 |

## 強制兵役制度
依據北賽普勒斯憲法，每位男性公民都有服兵役的義務，入伍的年齡為18歲，服役期視乎職位在8到15個月之間。

## 外部連結
- Official website （页面存档备份，存于） (土耳其語)